# Vasco Brattka

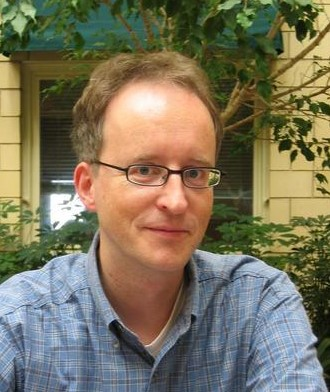
Vasco Brattka, Cincinnati 2003

Vasco Brattka ist ein deutscher Mathematiker und Informatiker und Professor für Theoretische Informatik und Mathematische Logik an der Universität der Bundeswehr München.

## Leben
Vasco Brattka studierte Informatik, Mathematik und Philosophie an der Rheinischen Friedrich-Wilhelms-Universität Bonn und der FernUniversität in Hagen,
wo er 1999 in Theoretischer Informatik bei Klaus Weihrauch promovierte und sich 2003 als Habilitationsstipendiat der Deutschen Forschungsgemeinschaft habilitierte.
Von 2004 an war er Professor für Mathematik an der Universität Kapstadt und leitete von 2009 bis 2012 den dortigen Fachbereich für Mathematik und angewandte Mathematik.
Im Jahr 2012 übernahm er eine Professur für Theoretische Informatik und Mathematische Logik an der Universität der Bundeswehr München.
Vasco Brattka ist ein Neffe des Kunsthistorikers Manfred Wundram, ein Urenkel des Juristen und Schriftstellers Fritz Fuldner und damit auch ein Nachfahre des Mediziners Carl Anton Wunsch.

## Wirken
Vasco Brattka ist bekannt für seine Forschung im Bereich der Berechenbarkeitstheorie und insbesondere in der Berechenbaren Analysis.
Er ist seit 2012 Chefherausgeber der Fachzeitschrift Computability der Association Computability in Europe und Mitherausgeber der Buchserie Theory and Applications of Computability Theory des Springer Verlages.
Außerdem ist er einer der Organisatoren der internationalen Konferenzserie Computability and Complexity in Analysis.
Gemäß der Stanford-Liste vom September 2022 gehört Vasco Brattka zu den obersten 2 % der führenden Wissenschaftler weltweit.
Die National Research Foundation in Südafrika bewertet Vasco Brattka seit 2023 als international führenden Wissenschaftler mit einem A-Rating.

## Auszeichnungen
Vasco Brattka ist ein Träger des Shoenfield-Preises 2022 der Association for Symbolic Logic.

## Schriften (Auswahl)
- Herausgeber mit Peter Hertling: Handbook of Computability and Complexity in Analysis, Springer, Cham, 2021. doi
- Herausgeber mit Rod G. Downey, Julia Knight und Steffen Lempp: Special issue: Oberwolfach Workshop on Computability Theory 2018, vol. 8 of Computability - The Journal of the Association CiE, IOS Press, Amsterdam, 2019. doi
- Herausgeber mit Hannes Diener und Dieter Spreen: Logic, Computation, Hierarchies, vol. 4 of Ontos Mathematical Logic, Walter de Gruyter, Boston, 2014. doi
- Herausgeber mit Paola Bonizzoni und Benedikt Löwe: The Nature of Computation: Logic, Algorithms, Applications, 9th Conference on Computability in Europe, CiE 2013, Milan, Italy, July 1-5, 2013, Proceedings, vol. 7921 of Lecture Notes in Computer Science, Springer, Berlin, 2013. doi